# Karl d’Ester
Karl d’Ester (* 11. Dezember 1881 in Vallendar bei Koblenz; † 31. Mai 1960 in Aurach, Südbayern) war ein deutscher Zeitungswissenschaftler. Auf seine Idee ging die Gründung des Instituts für Zeitungsforschung in Dortmund zurück.

## Leben
Karl d’Esters Mutter kam aus einer Rheinschiffer-Familie, sein Vater war Industrieller, der in Vallendar über ein großes Anwesen verfügte. Sein Großonkel war der Märzrevolutionär Carl d’Ester.
Nach der Schulzeit am Kaiserin-Augusta-Gymnasium (heute Görres-Gymnasium) in Koblenz studierte d’Ester von 1902 bis 1906 Philosophie, Altphilologie, Germanistik, Theologie und Geographie in München, Wien und Münster, promovierte 1907 in Münster zum Thema Das Zeitungswesen in Westfalen von den ersten Anfängen bis zum Jahre 1813. Seit 1902 war er Mitglied der katholischen Studentenverbindung KDStV Aenania München. In Münster war er bei der VKDSt Saxonia aktiv und fungierte als Gründungssenior der AV Alsatia. Von 1909 bis 1919 war er am Realgymnasium Hörde Lehrer und baute die Zeitungssammlung an der Dortmunder Stadtbibliothek auf. 1919 folgte an der Universität Münster die Habilitation bei dem Historiker Aloys Meister über Die rheinische Presse unter französischer Herrschaft 1779–1814.

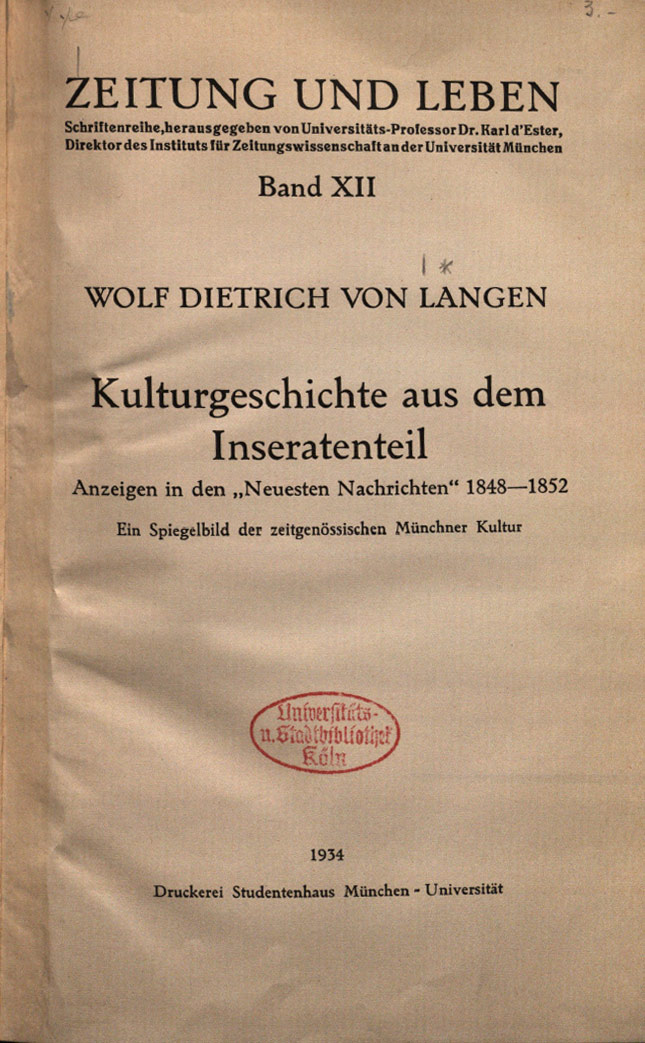
Von Karl d’Ester betreute Promotion 1934: Die Analyse weist keine NS-Diktion auf

1924 wurde d’Ester Professor am frisch gegründeten Institut für Zeitungswissenschaft an der Universität München. Zusammen mit dem Zeitungswissenschaftler Walther Heide rief er die Fachzeitschrift Zeitungswissenschaft ins Leben. Er wohnte im Münchner Stadtteil Obermenzing.
1928 leitete er den wissenschaftshistorischen Ausschuss der internationalen Kölner Presseausstellung Pressa, zu deren Mitgliedern u. a. Hans Amandus Münster zählte.
Karl d’Ester unternahm in seiner Funktion als Kommunikationswissenschaftler mehrere Auslandsreisen, die ihn 1929 nach China, Japan und in die Sowjetunion, 1934 in die USA, 1936 nach Afrika führten. Sein Verhältnis zu den Nationalsozialisten ist nicht vollständig geklärt und wird von Kommunikationswissenschaftlern heute vorsichtig als „distanziert“ bezeichnet. Einerseits unterstützte er Ausstellungen wie Der ewige Jude (1938) in München mit antisemitischen Witzen aus Zeitungen, andererseits setzte er sich für Kollegen ein, die, wie der Journalist Walter Panofsky, wegen jüdischer Großeltern politisch in Schwierigkeiten gerieten. Später auf die judenfeindliche Ausstellung angesprochen, sprach Karl d’Ester davon, weniger als den „3000stel Teil“ davon bestritten zu haben.
Trotzdem blieb an ihm nach dem Zusammenbruch des Regimes der Verdacht hängen, mit den Nationalsozialisten mehr als nur distanziert kooperiert zu haben, und 1945 entließ ihn die Verwaltung der Amerikanischen Besatzungszone aus seinem Lehramt. Karl d’Ester startete daraufhin eine Kampagne mit dem Ziel seiner Entlastung, welche die Militäradministration jedoch nicht beeindruckte. Noch im November 1946 bestätigte sie die Entlassung, weil er den „verlangten positiven politischen liberalen und sittlichen Eigenschaften“ nicht entspreche. Erst im Juli 1947 stellten es die Amerikaner dem Bayerischen Kultusministerium frei, d’Ester wieder einzustellen, was im September 1947 geschah. Karl d’Ester blieb bis 1954 Leiter, zuletzt kommissarischer Leiter des Instituts für Zeitungswissenschaften. Große Teile seiner Zeitungssammlung wurden durch Bombardements während des Krieges zerstört. Die Reste verkaufte er für 30.000 DM an die Bibliothek seines Instituts und für 50.000 DM an das Institut für Zeitungsforschung.
Karl d’Ester veröffentlichte hauptsächlich – und in großer Zahl – Aufsätze und Zeitungsartikel und galt deswegen in den 1930er Jahren als einer der bedeutendsten deutschen Zeitungswissenschaftler. Von vielen, insbesondere im Ausland, wurde er als Pionier dieser Disziplin betrachtet. Er verfasste in den 1950er Jahren zwei Autobiografien, die allerdings kein Licht auf eine mögliche Nähe zu den Nationalsozialisten warfen.
Eine chronische Erkrankung befreite d’Ester von der Teilnahme an den beiden Weltkriegen. Er lebte mit seiner Haushälterin und deren Nichte, einer Mitarbeiterin an seinem Institut, zusammen und adoptierte diese 1948.
Am 31. Mai 1960 starb d’Ester in Südbayern. Er wurde im Familiengrab in Vallendar beigesetzt. Die dortige Grundschule ist nach ihm benannt.

## Schriften (Auswahl)
- Das Zeitungswesen in Westfalen von den ersten Anfängen bis zum Jahre 1813 in seiner geschichtlichen Entwicklung und kulturellen Bedeutung. Schöningh, Münster 1907 (Münstersche Beiträge zur neueren Literaturgeschichte, Band 1/2).
- Vom Wandern, 1913; Digitalisat
- Unser Pfadfinderkorps, 1914; Digitalisat
- Die Rheinlande. Ein Heimatbuch. Brandstetter, Leipzig 1916.
- Rheinsagen. Dem deutschen Volk, der deutschen Jugend gewidmet, Stuttgart / Leipzig 1925.
- Zeitungswesen. Hirt, Breslau 1928.
- Die Presse und ihre Leute im Spiegel der Dichtung. Eine Ernte aus 3 Jahrhunderten. Triltsch, Würzburg 1941.
- Die Presse Frankreichs im eigenen Urteil 1540 - 1940. Kohlhammer, Stuttgart 1942.
- Journalisten. Kleine Geschichten von der Presse und ihren Leuten. Frundsberg-Verlag, Berlin 1944.
- Die papierene Macht. Kleine Pressekunde, geschrieben von Zeitgenossen. Pohl, München 1950.
- Schwarz auf Weiss. Ein Leben für die Jugend, die Wissenschaft und die Presse. Pohl, München 1951.
- Der Traum eines Lebens. Ein Deutsches Institut für Internationale Presseforschung und ein Weltpressemuseum. Ein Beitrag zur Geschichte der internationalen Zeitungswissenschaft. Verlag Donau-Kurier, Ingolstadt 1957.
- Auswahl der publizistikwissenschaftlichen Schriften. Brockmeyer, Bochum 1984, ISBN 3-88339-365-7.

Festschriften
- Karl d’Ester zum 50. Geburtstag von Freunden, Kollegen und Schülern. In: Zeitungswissenschaft, 1931, Jg. 6, Nr. 6, 11. Dezember 1931, S. 321–467.
- Beiträge zur Zeitungswissenschaft. Festgabe für Karl d’Ester zum 70. Geburtstage von seinen Freunden und Schülern. Aschendorff, Münster 1952.